# 巴麻美
巴麻美（日语：／ Tomoe Mami ?），是日本電視動畫《魔法少女小圓》的女主角之一。巴麻美亦在動畫電影《劇場版 魔法少女小圓》、若干衍生漫畫以及同名衍生商品中登場。日語版動畫的配音員是水橋香織。舞台劇真人演員為加藤史帆（平假名櫸坂46）。
在觀眾當中，麻美的名字可用作名詞（マミ）、動詞（マミる）與形容詞（マミられた）。

## 設計
巴麻美原本的概念色彩是紅色，但是蒼樹梅繪製設計草圖時將佐倉杏子替換為紅色。根據蒼樹梅的說法，原本巴麻美將以令人感到可怕的高級魔法少女來呈現，並擁有幼稚的臉龐。巴麻美以中世紀歐洲的砲撃手為藍圖，展現出可以連續攻擊敵人的能力。
巴麻美可以使用的魔法步槍原本假設可以連續發射，但是在成像的過程中，它被設計成一次性步槍，並改變戰鬥風格，讓無數的魔法步槍同時出現。此外，設計人員阿部望也提供的多種槍枝類型來參考。當巴麻美贏了戰鬥後，暢飲紅茶的設計也由劇團狗咖喱提出，但是因為台詞和句子的傳達有困難，這個建議讓工作人員感到困擾，最後改以讓巴麻美呈現的優雅姿態。
巴麻美的必殺技名稱於錄音之前突然變更，變成「Tiro Finale」。巴麻美是唯一給予必殺技名稱的魔法少女。巴麻美在《魔法少女小圓》早期階段敗給魔女而死亡，被视作強調女孩成為魔法少女所带来的后果。这一剧情使觀眾感到震驚的同时，也为《魔法少女小圓》带来人氣與吸引力。因為巴麻美於故事早期死亡，導演新房昭之說「巴麻美的性格很難描繪，不明之處很多」。電視動畫播放結束後，巴麻美的設定在PSP遊戲《魔法少女小圓 PORTABLE》和廣播劇中有所補充。

## 特色
巴麻美是與鹿目圓同校的三年级女生，經驗豐富的魔法少女，外表相當成熟，看起來不像一般中學生。性格冷靜、溫柔又聰明，擅長照顧人。巴麻美在戰鬥中使用滑膛槍炮，主要使用一次性的步槍和大砲遠距離攻擊魔女，並召喚巨大的槍支來發射必殺技，可以不断变出燧發槍。擅長大範圍重炮攻擊，也能召喚大量細絲或緞帶牽制敵人。巴麻美有著一頭金髮，兩側頭髮捲曲，持有黃色的靈魂寶石（soul gem），變身後呈花朵形狀鑲嵌在帽緣。
外表看似完美，但在鹿目圓一度決定成為魔法少女時因不再孤獨而喜極而泣，在曉美焰的第三次輪迴時得知魔法少女的真相後失控，開始殘殺身為同伴的魔法少女，都可窺見其內心脆弱的一面。
巴麻美是戰鬥力最強大的魔法少女，也是唯一曾隻身打敗曉美焰的魔法少女，只有魔女之夜（最強的魔女）與零食魔女（百江渚的魔女化）曾打敗巴麻美。此戰績不包括漫畫衍生外傳。動畫版共遭遇13場戰鬥或衝突，涵蓋隻身戰鬥5次，其中：勝利10次、中斷1次、敗北2次。
在《魔法少女小圓》的系列作品中，存在著魔法少女「魔女化」的設定，巴麻美的魔女型態是化妝的魔女。該魔女於PSP電子遊戲《魔法少女小圓 PORTABLE》巴麻美線中登場，屬性為「招待」。她是個心地善良的魔女，不會讓進入結界的訪客逃脫。其結界內部像是從繪本中跑出來的茶會會場一樣，不過唯一不同處是色調相反的天空。大概是目前為止最小的魔女，其大小幾乎跟一個茶杯一樣大。

## 劇情

### 魔法少女小圓
巴麻美多年前和家人遇上死亡車禍，瀕死時被丘比（QB）招攬，許下「延續生命」的願望成為魔法少女而單獨倖存。本身的固有魔法源於此願望，表現為發射緞帶、綑綁的技能，武器魔法是自學而來。
平時非常成熟穩重，與其他魔法少女不同，除了獵殺魔女，還會為了幫助他人而主動獵殺不會掉悲嘆之種的使魔，讓鹿目圓跟美樹沙耶香非常憧憬。有鑑於自身的過去，忠告兩人許願前務必慎重考慮。
跟曉美焰對立，感到孤獨的巴麻美想招攬鹿目圓跟美樹沙耶香成為魔法少女，但知道丘比陰謀的曉美焰則全力阻止之。巴麻美在第3話將曉美焰毫不解釋的行動判斷成「想獨佔悲嘆之種」，故無視曉美焰的警告，用緞帶束縛焰的行動後，帶著鹿目圓前去與「零食」魔女（蓓蓓）戰鬥，結果被魔女連頭顱帶靈魂寶石咬掉戰死，也成為美樹沙耶香對曉美焰完全敵視的契機。
受鹿目圓在最終話願望的影響，失去了死亡的原因（魔女），最終在重新構築的世界中復活，與曉美焰、佐倉杏子一同戰鬥並見證美樹沙耶香作為魔法少女的終結。

#### ［新篇］叛逆的物語
巴麻美在捏造的見瀧原（偽街；false town）與鹿目圓等人組成的5人團隊一同討伐夢魘。巴麻美與具有「點心魔女」外觀的好友－蓓蓓同居，透過其探知夢魘的能力，通知大家出擊。在曉美焰出現的戰場中，巴麻美會以緞帶連接所有人，避免時間停止的魔法對己方生效。隨後，在一場與焰的槍戰中，麻美成功預測全部的彈道，一面迴避一面發動狙擊，最終毫髮無傷獲得勝利，發揮了老練魔法少女的壓倒性戰鬥力。
儘管曉美焰在此次戰鬥落敗，但經由她的指摘，巴麻美也發現己身「記憶不協調」的事實，隨後美樹沙耶香出現救走了焰。就在麻美苦惱之際，本應逃走的蓓蓓突然以原型（人型）現身，自稱恢復記憶，向麻美說明前因後果。知悉一切的麻美，決定阻止丘比的陰謀，與鹿目圓一行人共同活動。
尾聲，在「惡魔」曉美焰改變後的世界，麻美重新展開與過往無異的日常生活，與《魔法少女小圓》故事開頭的最大不同，是巴麻美與百江渚成彼此相識，成為朋友。

### 魔法少女小圓 〜The different story〜
《魔法少女小圓 〜The different story〜》描述巴麻美與佐倉杏子的相遇經過。杏子曾是麻美的徒弟，原本抱持拯救眾人免於魔女、使魔侵擾的理念（與正篇故事的美樹沙耶香近似），但在魔女潛入佐倉家導致杏子的父親得知真相後，全家人的命運與杏子的想法就此改變。杏子開始奉行利己主義，只為自己而活，最終2人因此分道揚鑣，走上不同的道路。

### 魔法少女小圓［魔獸篇］
巴麻美與美樹沙耶香、佐倉杏子共同組成以麻美為首的3人團隊，討伐出沒於見瀧原的魔獸。近期瘴氣濃度異常令麻美產生戒心，涅槃魔獸的出現則證實其憂心。在出動時，麻美著重提醒後輩「與魔獸戰鬥，也是在與自己的內心戰鬥」；但在沙耶香私自戰鬥時，麻美只在暗中觀察，未予戳破。由於無力排解後輩的煩惱，麻美一度懷疑自己的領導力。
沙耶香陣亡（如正篇故事最終話）後，轉學生曉美焰加入團隊填補空缺，麻美反覆叮囑眾人「遭遇大型魔獸不可單獨應戰」。其後，陽奉陰違的焰在一場戰鬥中屈居下風，被麻美與杏子即時救走，並由前者看照。根據麻美的推測，焰證實自己的多數魔力已被魔獸奪走，且麻美主張團隊伺機出動的方針，但焰對麻美使初「記憶操縱」魔法趁隙逃走。麻美隨後追出家門，但卻反常「看見」已故的家人，並洞穿其為魔獸的偽裝，並在追擊途中與焰會合。雖2人最終戰勝，惟魔獸意外具有「時間操縱」能力而得以逃脫......

### 魔法紀錄 魔法少女小圓外傳
由於見瀧原和其他地區的魔女銳減，進入神濱市調查。陸續發現該地魔女數量增加、新敵人「謠言」以及「人形魔女」環彩羽（實為誤解）的存在，對神濱市充滿了戒心。回鄉勸告佐倉杏子和鹿目圓一行人不要靠近神濱市之後，再度回訪。四處走訪期間，因從未使用「調整屋」而被當地人視為「如同怪物」的強大魔法少女。其後，在記憶博物館，自梓美冬身上獲悉魔法少女的真相，深受打擊的同時被Magius洗腦，與「神濱聖女的謠言」融合為「聖麻美」（ホーリーマミ）。自此離開見瀧原，成為Magius之翼的一員，為解放魔法少女而活動著。曾在公園內與眾人衝突，以1人之力將8名魔法少女打成輕重傷，最終在直升飛機場與七海八千代決戰，令謠言剝離，恢復了理智與良心。在Hotel Fenthope（ホテル・フェントホープ）崩壞之後，與眾人對抗被Magius召喚到神濱市的最強魔女－魔女之夜。
在電視動畫版，應丘比之邀進入神濱市調查。成為Magius之翼的一員後，為自己令小圓一行人簽約的結果感到自責，全心全意投入「解放魔法少女」的事業中。起初，曾多次阻止Magius的激進行為、救助環彩羽，惟其後疑似遭受洗腦，難以溝通。在記憶博物館的大戰全程壓制八千代與美樹沙耶香，但被捲入了建築物倒塌事故。下墜時綁走環彩羽，令其一同遇難。

### 魔法少女小織
巴麻美是見泷原本地的魔法少女。在與「零食」魔女戰鬥中，發現一具死狀異常的魔法少女屍體（「零食」魔女的攻擊是咬殺，但屍體上卻出現刀傷）從而開始調查「魔法少女狩獵」事件。其後遭到魔法少女吳希里華的襲擊，雖然麻美擊倒了希里華，但她隨即被佐倉杏子口中的「白色魔法少女」救走了。
在此次時間軸，因為曉美焰的強烈警告，巴麻美沒有接觸鹿目圓等人，原作動畫中「零食」魔女的慘劇也沒有發生。

### 魔法少女和美 〜The innocent malice〜
巴麻美於《魔法少女和美 〜The innocent malice〜》中曾擊退襲擊和美的魔女。

## 影響

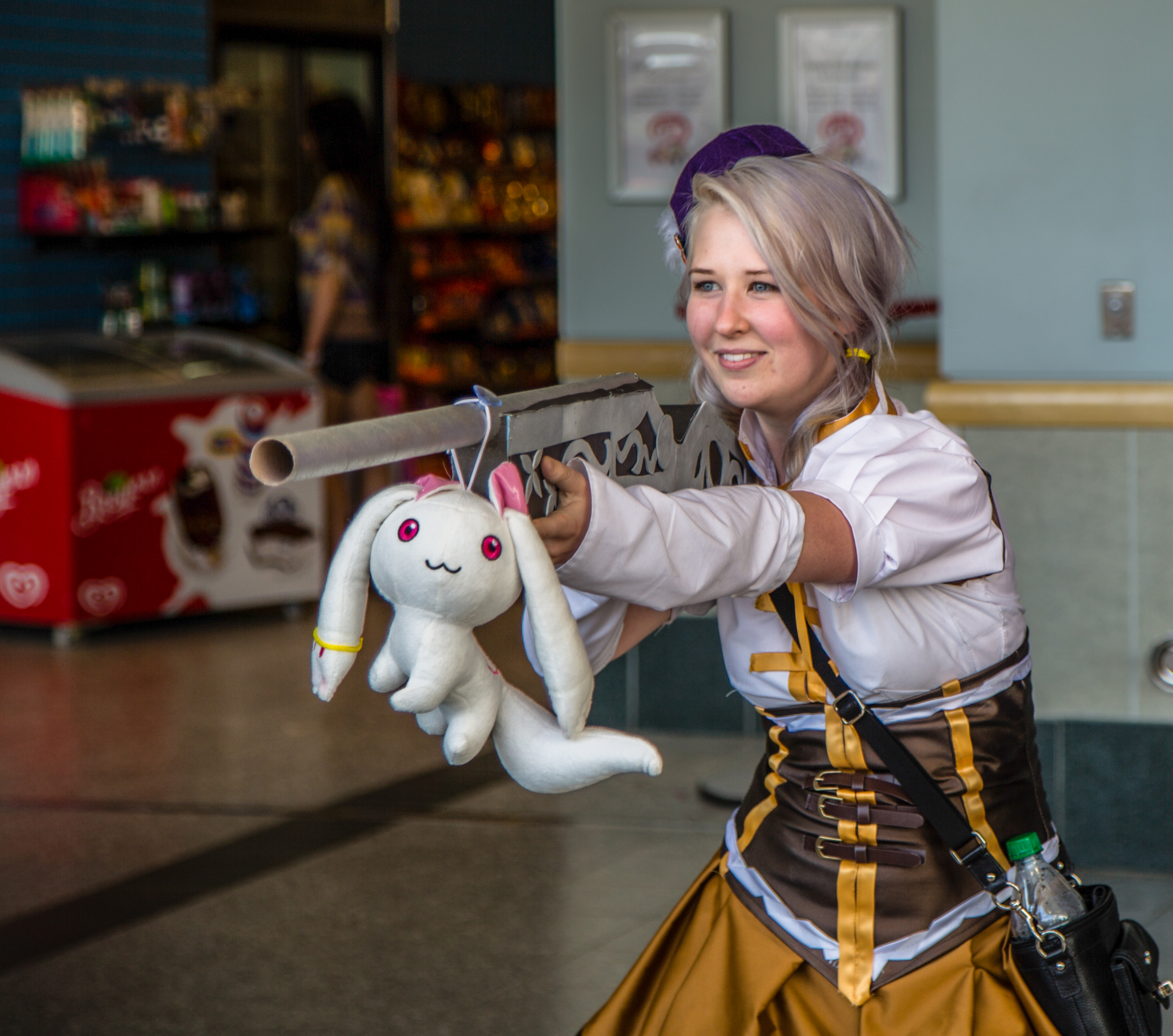
一名在加拿大扮演巴麻美的cosplayer。

### 製作評論
巴麻美雖然有溫柔的一面，也時也顯露出嚴肅的神情，是代表「大姐姐」這個角色的展現。
曉美焰在第10話回憶過去經歷過的時間軸時，當巴麻美知道魔法少女最後將成為魔女後，表情突然改變，開始屠殺其他的魔法少女，導致她出現這種行為的理由於電視動畫中並無詳細說明。電視動畫播放結束後，經由其他書籍，可以得知巴麻美的過去和內心世界。根據虚淵玄原本的劇本顯示，因為巴麻美有精神潔癖，無法接受真相，脆弱的精神狀態導致該行為出現。水橋香織則說魔法少女團隊在這個時間軸關係相當差，巴麻美精神負擔過大，導致這個行為的產生，是一個不得已的決定。系列導演宮本幸裕進一步提出說明，「巴麻美拘束可以停止時間的曉美焰，最先攻擊擁有高度攻擊力的佐倉杏子，這是一個冷靜的判斷」，直到現在動畫製作人已作出了各種各樣的解釋。

### 人物評價
因為其他魔法少女不會呼喊特殊招式的名稱，有些粉絲認為巴麻美行為幼稚，Pixiv等社群都有巴麻美是中二病的同人作品。此外，因為射擊動作受到喜愛，巴麻美死去之後於粉絲之間有很高的人氣。

### 相關活動
巴麻美於動畫第3話陣亡之前，展現出令觀眾感到同情的內心世界，在與魔女華麗的戰鬥後，突然出現頭部被「零食魔女」啃食的畫面，最後悲慘的時刻給與觀眾強烈的印象。網路上的網民對於這種發展創造新的網絡語言，稱為「被麻美」（マミる），《現代用語的基礎知識2012版》的年輕人術語收入這個單字，意義是悲慘的死去，工作人員和演員也認同這種說法。
2014年11月香港電視網絡播出電視動畫的粵語配音版，因臨時故障令畫面在麻美遇害（即「被麻美」）的瞬間定格，約有10萬名觀眾目睹了這一幕。2017年8月22日手機遊戲《魔法紀錄 魔法少女小圓外傳》開始營運數小時後，官方發布緊急維修公告，原因之一包括「巴麻美沒有脖子」的bug。
在為慶祝《劇場版 魔法少女小圓》上映而舉辦的角色名言前15名投票中，包括在第3話所說的「已經沒什麼好害怕了，我…已經不是孤單一個人了！！」、第2話所說的「Tiro Finale！」、第10話所說的「大家不就只有死路一條了嗎！包括妳，也包括我！！」都被票選其中，並且分別排行在第3名、第4名、第14名。
另外在日本網路論壇2ch舉辦的2011年動畫最萌大賽（アニメ最萌トーナメント；人氣動畫女角評選），巴麻美獲得優勝（第1名）。2013年入圍八強，2014年入圍十六強。2011年在臺灣網路論壇PTT「C洽最萌大賽」獲得第11名。

悼念活動
電視動畫藍光光碟第2卷於日本首賣時，許多秋葉原店家紛紛搭設簡易靈堂、佈置巴麻美的遺照，以悼念她在第3話的慘烈死亡。另有中國觀眾模擬山東衛視新聞影片，剪輯《沉痛悼念巴麻美同志》的惡搞新聞，一時之間廣為流傳。2014年初的《女子落》動畫OVA，將巴麻美之死與力石徹、火拳艾斯相提並論。2015年的加拿大影音商業網WatchMojo.com的十大動畫死亡事件（Top 10 Anime Deaths）榜單中，巴麻美排在第2名。
2020年推特趨勢
時隔九年，電視動畫《魔法紀錄 魔法少女小圓外傳》第3話開播後，巴麻美的名字迅速躍升Twitter流行趨勢的全球第6及日本區第1。

### 商品銷售與其他
許多與巴麻美相關的玩偶也陸續推出，其中主要設計人形玩偶的Good Smile Company分別推出過數款figma人偶與黏土人玩偶。在2011年時由Good Smile Company公布的銷售排行榜之中，巴麻美黏土人模型排行第8位。在2012年，巴麻美figma人偶銷售數量則是第3位。Amazon.co.jp在2012年排名顯示，巴麻美黏土人模型排行第2位，figma人偶銷售數量則是第6位。

## 外部連結
- http://www.madoka-magica.com/tv/character/index.html （页面存档备份，存于）（日語）
- 互联网电影数据库（IMDb）上「巴麻美 （页面存档备份，存于）」的资料（英文）
- 角色/巴麻美 - KomicaWiki（中文）